# Christian Schmitt
Christian Schmitt (Erbringen, 1976) is een Duits organist en klavecinist.

## Levensloop
Schmitt studeerde aan het Conservatorium van Saarland, aan het Conservatorium van Boston bij James David Christie en aan het Conservatorium van Frankfurt bij Daniel Roth. Hij volgde ook cursussen musicologie en theologie aan de Universiteit van Saarland. 
Hij genoot van studiebeurzen vanwege de Study Foundation of the German People, de German Music Life Foundation, en een volle beurs voor het Conservatorium van Boston.
Tijdens het staatsbezoek van Bondspresident Johannes Rau aan Australië en Nieuw-Zeeland, gaf hij concerten.
Schmitt concerteert vaak in grote concertzalen en kerken, zowel in Europa als in Noord-Amerika en Azië. Zo trad hij op in Luzern, Zürich, Berlijn, Wenen, Keulen, Essen, Leipzig. Hij speelde regelmatig met de kamermuziekensembles van Praag en Stuttgart en met de symfonische orkesten van Hamburg,
Leipzig, Saarbrücken en Berlijn. Hij speelde onder de leiding van befaamde dirigenten, zoals Marin Alsop, Andrey Boreyko, Claus Peter Flor, Michael Gielen, Reinhard Goebel, Roy Goodman, Günther Herbig, Marek Janowski, Nicol Matt, Sir Roger Norrington, Christoph Poppen en Johannes Wildner.
Vanaf 2006 speelde hij regelmatig orgel en klavecimbel met het Symfonisch Orkest van Radio Stuttgart, onder de leiding van Sir Roger Norrington.
Schmitt doceert aan het Conservatorium van Saarland. Hij geeft ook vaak meestercursussen, onder meer in Oslo, Seoul, Taschkent, Ljubljana, Boston en Bogota

## Prijzen
- 1997: Tweede prijs in de 10de internationale orgelwedstrijd 'Dom zu Speyer'
- 1999: Eerste prijs en Prijs van het publiek in de 12de Internationale Bachwedstrijd in Wiesbaden
- 2000: Bijzondere prijs voor nieuwe muziek in het 4de internationaal orgelconcours van Tokio
- 2000: Derde prijs in het internationaal Bachconcours in het kader van het Festival Musica Antiqua in Brugge.
- 2001: Winnaar in de Deutscher Musikwettbewerb in Berlijn.
- 2003: Eerste organist die de solistenprijs van de Pro Europa Foundation ontving in Luzern.

## Discografie
Christian Schmitt is te horen op méér dan 20 CD's.
- Vroege symfonieën van Mozart (met Stuttgart Symfonisch Orkest)
- Orkestsuites van Johann Sebastian Bach (met Stuttgart Symfonisch Orkest)
- Werk van Charles-Marie Widor (met het Bamberg Symfonisch Orkest)
- Het volledige werk voor orgel van Charles–Marie Widor (op het Cavaillé-Coll orgel van de Abdijkerk van St. Ouen (Rouen).